# Église Saint-Laurent de Laversine
L'église Saint-Laurent est une église située à Laversine, en France.

## Description
C'est une église fortifiée sur une petite butte contre la colline. Dans l'enceinte de l'église se trouve une croix monumentale. 

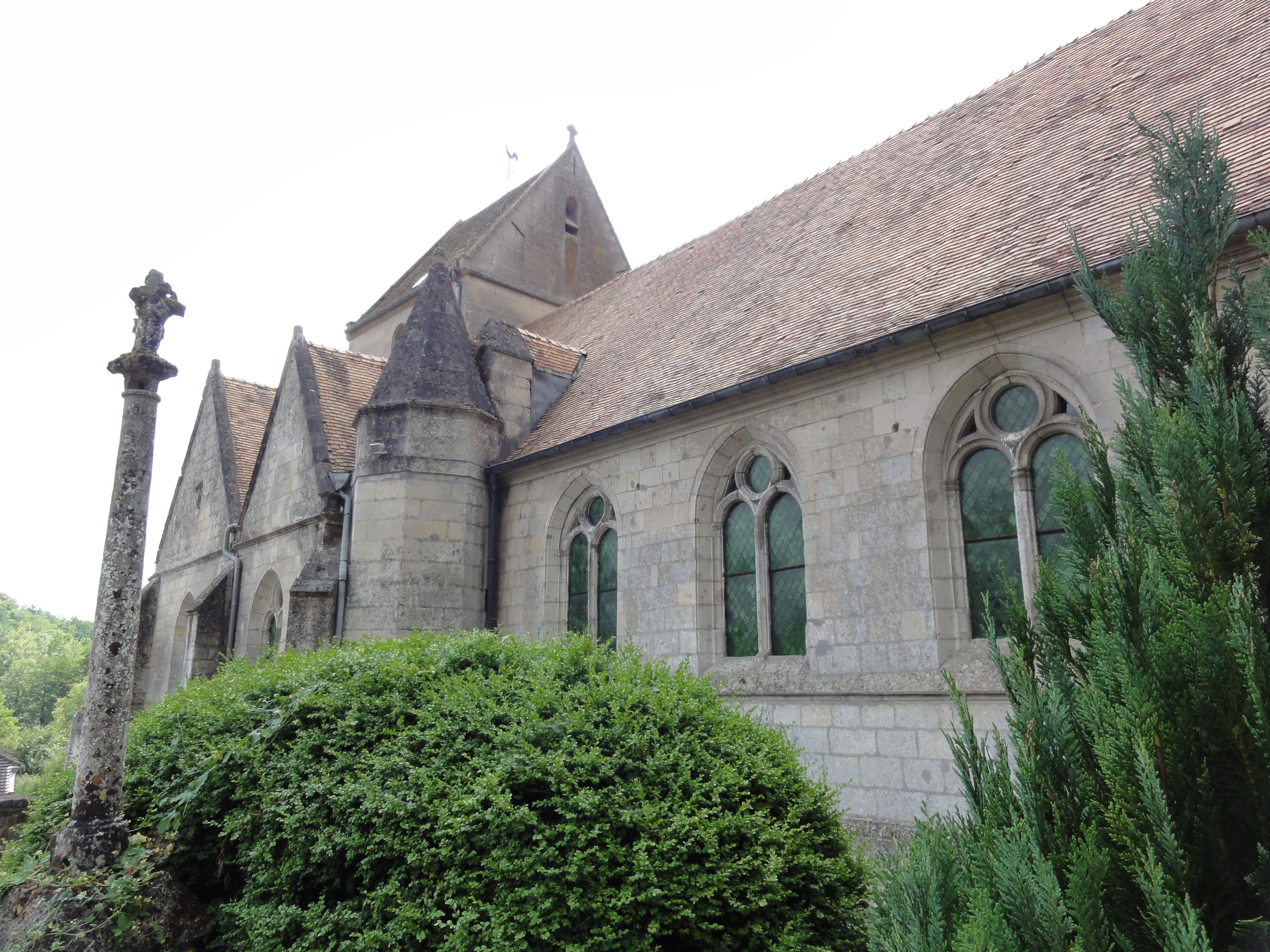
Vue latérale de l'église. Remarquer la petite tour. À gauche la croix monumentale.

## Localisation
L'église est située sur la commune de Laversine, dans le département de l'Aisne.

## Historique
Le monument est inscrit au titre des monuments historiques en 1927.